# Астория — Дитмарс-бульвар (линия Астория, Би-эм-ти)
|   |   |   |   |
| · | · | · | · |

|   |   |   |   |
| · | · | · | · |

«Астория — Дитмарс-бульвар» (англ. Astoria–Ditmars Boulevard) — станция Нью-Йоркского метрополитена, расположенная на линии Астория, Би-эм-ти. Станция находится в Куинсе, в округе Астория, на пересечении Дитмарс бульвара с 23-й авеню и 31-й улицей. На станции останавливаются маршруты N (круглосуточно) и W (в будни днём и вечером до 23:00). Станция является северной конечной для обоих маршрутов. Оба пути заканчиваются тупиками: поезд приходит на любой из путей и отправляется обратно.

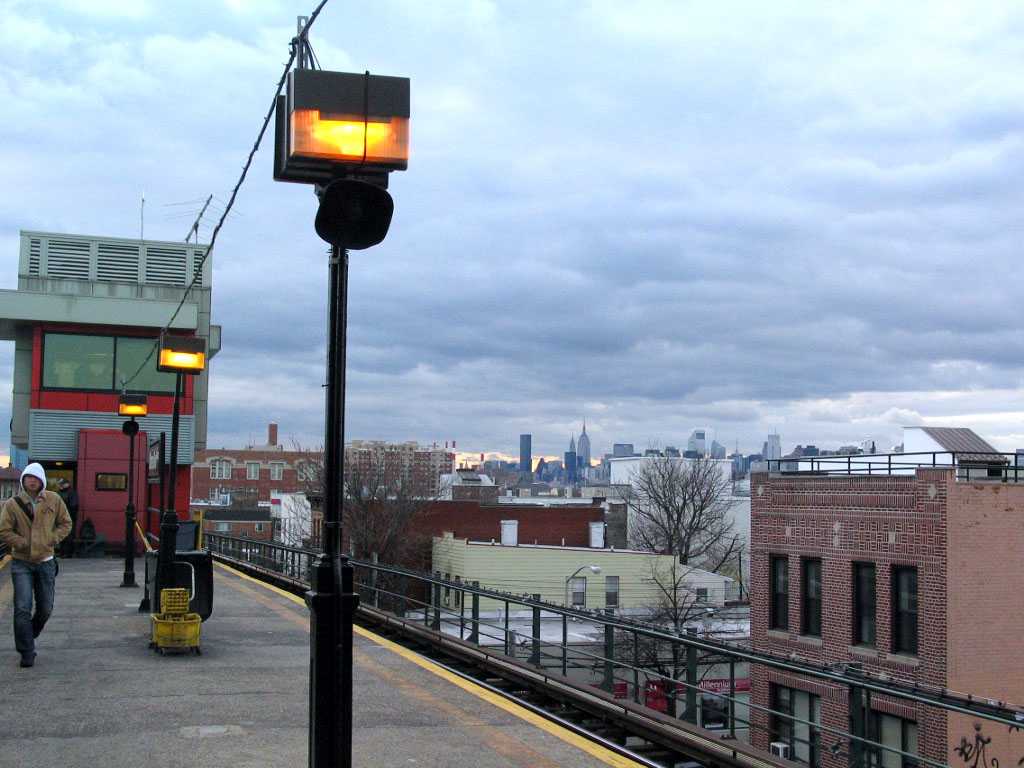
Южный конец платформы

Станция эстакадная, расположена на двухпутном участке линии и представлена единственной островной платформой. Над станцией примерно в центре платформы проходит эстакадная линия пригородной железной дороги NYCR. Платформы оборудованы навесом только в северной половине станции. К югу от станции образуется третий экспресс-путь: далее линия трёхпутная. Также имеется несколько съездов между путями, которые используются для оборота составов.
Станция имеет два выхода. Первый выход расположен с северного конца платформ и приводит к Дитмарс бульвару, второй, расположенный в южной части — к 23-й авеню. Оба выхода представлены мезонинами с турникетным залом, а также лестницами.
До 1949 года часть BMT Astoria Line использовалась двумя компаниями — IRT и BMT, равно как и IRT Flushing Line. Некоторое время станция даже была разделена на две части, на одной из которых останавливались поезда IRT, на другой — BMT. Этот режим работы был характерен для всех станций «двойного использования».